# Elsenborn-Butgenbach Air Base
Elsenborn-Butgenbach Air Base är en flygbas i Belgien.   Den ligger i provinsen Liège och regionen Vallonien, i den östra delen av landet, 140 km öster om huvudstaden Bryssel. Elsenborn-Butgenbach Air Base ligger 564 meter över havet.
Terrängen runt Elsenborn-Butgenbach Air Base är huvudsakligen platt, men västerut är den kuperad. Närmaste större samhälle är Eupen, 18,9 km nordväst om Elsenborn-Butgenbach Air Base. 
Omgivningarna runt Elsenborn-Butgenbach Air Base är en mosaik av jordbruksmark och naturlig växtlighet. Runt Elsenborn-Butgenbach Air Base är det ganska glesbefolkat, med 38 invånare per kvadratkilometer.